# Xã Wesley, Quận Will, Illinois
Xã Wesley (tiếng Anh: Wesley Township) là một xã thuộc quận Will, tiểu bang Illinois, Hoa Kỳ. Năm 2010, dân số của xã này là 2.241 người.